# Contre-la-montre masculin aux championnats du monde de cyclisme sur route 1996
Navigation
1995 1997
Le contre-la-montre masculin des championnats du monde de cyclisme sur route 1996 a lieu le 10 octobre 1996 autour de Lugano en Suisse. Le parcours de 40,4 km passe par le col du Monte Ceneri et la Crespera.
Les favoris avant la course sont les deux concurrents suisse Alex Zülle et Tony Rominger, et le Britannique Chris Boardman. Zülle vient de remporter le Tour d'Espagne, dont Rominger a pris la troisième place. Boardman a pris la troisième place du contre-la-montre des Jeux olympiques en août. Abraham Olano, deuxième en 1995 et qui ne souhaitait pas participer, Uwe Peschel, troisième en 1995, Viatcheslav Ekimov, Daniele Nardello, font figure d'outsiders. Miguel Indurain, tenant du titre et récent champion olympique du contre-la-montre, est le principal absent de cette course. Le vainqueur du Tour de France 1996, Bjarne Riis, et son « dauphin » Jan Ullrich, vainqueur d'une étape contre-la-montre, ne participent pas non plus.
Alex Zülle remporte la course en 48 min 13 s, avec 39 et 41 secondes d'avance sur Chris Boardman et Tony Rominger. Au premier pointage au treizième kilomètre, il compte déjà 15 et 25 secondes d'avance sur ces coureurs. À neuf kilomètres de l'arrivée, il rattrape Viatcheslav Ekimov, parti deux minutes avant lui,.
La course est disputée sous la pluie, condition redoutée par Boardman. Lors du Tour de France 1995, il s'est fracturé une hanche et un poignet en tombant sur la route humide du prologue.

## Classement
|                           | Coureur                | Pays        |    | Temps       |
| ------------------------- | ---------------------- | ----------- | -- | ----------- |
| Médaille d'or, monde      | Alex Zülle             | Suisse      | en | 48 min 13 s |
| Médaille d'argent, monde  | Chris Boardman         | Royaume-Uni | +  | 39 s        |
| Médaille de bronze, monde | Tony Rominger          | Suisse      | +  | 41 s        |
| 4.                        | Daniele Nardello       | Italie      | +  | 1 min 01 s  |
| 5.                        | Andrea Peron           | Italie      | +  | 1 min 34 s  |
| 6.                        | Uwe Peschel            | Allemagne   | +  | 1 min 36 s  |
| 7.                        | Juan Carlos Domínguez  | Espagne     | +  | 1 min 52 s  |
| 8.                        | Abraham Olano          | Espagne     | +  | 1 min 55 s  |
| 9.                        | Viatcheslav Ekimov     | Russie      | +  | 2 min 22 s  |
| 10.                       | Neil Stephens          | Australie   | +  | 2 min 34 s  |
| 11.                       | Michael Andersson      | Suède       | +  | 2 min 34 s  |
| 12.                       | Michael Rich           | Allemagne   | +  | 3 min 34 s  |
| 13.                       | Tomasz Brożyna         | Pologne     | +  | 3 min 36 s  |
| 14.                       | Michael Blaudzun       | Danemark    | +  | 3 min 43 s  |
| 15.                       | Christophe Moreau      | France      | +  | 3 min 52 s  |
| 16.                       | Marc Streel            | Belgique    | +  | 4 min 04 s  |
| 17.                       | Christophe Bassons     | France      | +  | 4 min 23 s  |
| 18.                       | Valter Bonča           | Slovénie    | +  | 4 min 30 s  |
| 19.                       | Dariusz Baranowski     | Pologne     | +  | 4 min 32 s  |
| 20.                       | Jan Karlsson           | Suède       | +  | 4 min 35 s  |
| 21.                       | Erik Dekker            | Pays-Bas    | +  | 4 min 52 s  |
| 22.                       | Bert Roesems           | Belgique    | +  | 5 min 13 s  |
| 23.                       | Tyler Hamilton         | États-Unis  | +  | 5 min 16 s  |
| 24.                       | Chris Newton           | Royaume-Uni | +  | 5 min 26 s  |
| 25.                       | František Trkal        | Tchéquie    | +  | 5 min 35 s  |
| 26.                       | Robert Pintaric        | Slovénie    | +  | 5 min 44 s  |
| 27.                       | Eric Wohlberg          | Canada      | +  | 5 min 44 s  |
| 28.                       | Andrey Mizourov        | Kazakhstan  | +  | 6 min 00 s  |
| 29.                       | Ruslan Ivanov          | Moldavie    | +  | 6 min 19 s  |
| 30.                       | Ján Valach             | Slovaquie   | +  | 6 min 41 s  |
| 31.                       | Alexei Sivakov         | Russie      | +  | 6 min 49 s  |
| 32.                       | Emilio Carricondo      | Argentine   | +  | 7 min 41 s  |
| 33.                       | Miroslav Liptak        | Slovaquie   | +  | 7 min 43 s  |
| 34.                       | Lubos Lom              | Tchéquie    | +  | 8 min 29 s  |
| 35.                       | Ruben Pegorin          | Argentine   | +  | 9 min 32 s  |
| 36.                       | Mikoš Rnjaković        | Yougoslavie | +  | 9 min 38 s  |
| 37.                       | Kahka Okidadze         | Géorgie     | +  | 10 min 27 s |
| 38.                       | Besnik Musaji          | Albanie     | +  | 10 min 44 s |
| 39.                       | Ardian Uka             | Albanie     | +  | 13 min 46 s |
| 40.                       | Christian Kouyoumdjian | Liban       | +  | 14 min 30 s |
| non-partant               | Joona Laukka           | Finlande    |    |             |